# Baltimore Open 1979
Il Baltimore Open 1979 è stato un torneo di tennis giocato sul sintetico indoor. È stata l'8ª edizione del Baltimore Open, che fa parte del Colgate-Palmolive Grand Prix 1979. Si è giocato a Baltimora negli Stati Uniti, dal 15 al 21 gennaio 1979.

## Campioni

### Singolare
Harold Solomon ha battuto in finale  Marty Riessen con il punteggio di 7–5, 6–4

### Doppio
Marty Riessen /  Sherwood Stewart hanno battuto in finale  Anand Amritraj /  Cliff Drysdale con il punteggio di 7–6, 6–4